# كارميلو بنتانكور
كارميلو بنتانكور (1899 – غ. م.) هو مبارز بالسيف أوروغواياني راحل، مثّل بلاده في الألعاب الأولمبية الصيفية 1936.

## روابط خارجية
كارميلو بنتانكور على موقع أوليمبيديا (الإنجليزية)